# Atsuhiro Iwai
Atsuhiro Iwai (jap. 岩井 厚裕, Iwai Atsuhiro; * 31. Januar 1967 in der Präfektur Saitama) ist ein ehemaliger japanischer Fußballspieler.

## Karriere
Iwai erlernte das Fußballspielen in der Schulmannschaft der Teikyo High School und der Universitätsmannschaft der Tokai-Universität. Seinen ersten Vertrag unterschrieb er 1989 bei All Nippon Airways. Der Verein spielte in der höchsten Liga des Landes, der Japan Soccer League. Mit Gründung der Profiliga J.League 1992 und der damit verbundenen Neuorganisation des japanischen Fußballs wurde der All Nippon Airways zu Yokohama Flügels. 1993 gewann er mit dem Verein den Kaiserpokal. Für den Verein absolvierte er 170 Erstligaspiele. 1996 wechselte er zum Ligakonkurrenten Avispa Fukuoka. Für den Verein absolvierte er 60 Erstligaspiele. Ende 1998 beendete er seine Karriere als Fußballspieler.

## Erfolge
Yokohama Flügels
- Kaiserpokal

Sieger: 1993